# 알레오스
알레오스(Aleos)는 그리스 신화에 나오는 테게아의 왕이다. 제우스와 칼리스토의 후손으로서 아피다스의 아들이다.  아이피토스의 뒤를 이어 아르카디아 지방의 테게아 왕이 되었으며, 네아이라와 결혼하여 리쿠르고스, 케페우스, 암피다마스, 아우게, 알키디케를 낳았다. 알레오스는 자신의 아들이 아우게의 아들에 의해 죽게 될 것이라는 신탁을 받고는 아우게를 평생 처녀로 살게 하기 위하여 아테나 신전의 여사제로 삼았다. 그러나 아우게는 헤라클레스의 유혹에 넘어가 임신하였다. 아우게가 아들을 낳자 알레오스는 아기를 파르테논산에 버리게 하고, 아우게는 나우플리아의 왕이며 노예상인 나우플리오스에게 보내 노예로 팔게 하였다.